# Betschwanden
Betschwanden är en ort i kommunen Glarus Süd i kantonen Glarus i Schweiz. Den ligger vid floden Linth, cirka 11 kilometer sydväst om Glarus. Orten har 190 invånare (2024).
Orten ligger på 600 meter över havet och har ett alpint klimat. Bland sevärdheterna finns den reformerta kyrkan och vattenfallet Diesbachfall.
Orten var före den 1 januari 2011 en egen kommun, men slogs då samman med kommunerna Braunwald, Elm, Engi, Haslen, Linthal, Luchsingen, Matt, Mitlödi, Rüti, Schwanden, Schwändi och Sool till den nya kommunen Glarus Süd.